# La Rochefoucauld (Charente)
Pour les articles homonymes, voir La Rochefoucauld.
La Rochefoucauld (La Ròcha-Focaud en limousin, dialecte occitan) est une ancienne commune du Sud-Ouest de la France, située dans le département de la Charente (région Nouvelle-Aquitaine). Elle est connue pour son château Renaissance, appelée la « perle de l'Angoumois ».
Depuis le 1er janvier 2019, elle est une commune déléguée de La Rochefoucauld-en-Angoumois.
Ses habitants sont les Rupificaldiens et les Rupificaldiennes. En 2013, la commune de La Rochefoucauld a obtenu le label Village étape.

## Géographie

### Localisation et accès
La Rochefoucauld est un chef-lieu de canton situé à 21 km au nord-est d'Angoulême, dans la vallée de la Tardoire et à l'est de la forêt de la Braconne, situé sur la route d'Angoulême à Limoges.
La commune se trouve aussi à 12 km au nord-ouest de Montbron, 22 km au sud-est de Mansle, 38 km au sud-ouest de Confolens et à 69 km à l'ouest de Limoges.
Elle est située sur la route nationale 141, route d'Angoulême à Limoges, maillon occidental de la route Centre-Europe Atlantique, qui a dévié la ville par le nord en 2011.
Le réseau de routes départementales dessert bien la ville. La route départementale 6 longe la Tardoire et va de Montbron à Mansle. La D 13 passant par Rochechouart est un itinéraire alternatif et touristique par le massif de l'Arbre pour aller à Limoges. La D 60 va à Vitrac-Saint-Vincent pour rejoindre Chasseneuil. Vers le nord-ouest, la D 88, appelée aussi route de la Duchesse va vers Jauldes. Vers le sud, la D 33 et la D 73 vont vers Chazelles.
La commune n'est plus desservie par le train depuis 2018 pour problèmes de géométrie des voies. Cette décision est temporaire mais il n'y a pas encore eu de dates pour des travaux. La gare de La Rochefoucauld est située sur la voie ferrée Angoulême-Limoges. Avant 2018, elle était desservie par des TER à destination d'Angoulême et de Limoges.
Le GR 36, sentier de grande randonnée reliant la Manche aux Pyrénées orientales traverse aussi la commune et passe au pied du château.

### Hameaux et lieux-dits
La commune de La Rochefoucauld compte plusieurs quartiers et lieux-dits autour du centre-ville : Chez Vicard au nord, Bel-Air à l'est, Vaugué, l'Abbaye et Olérat au sud.

### Communes limitrophes
|                                                             | Rivières                        | Taponnat-Fleurignac |
| Saint-Projet-Saint-Constant (La Rochefoucauld-en-Angoumois) | La Rochefoucauld                | Marillac-le-Franc   |
|                                                             | Rancogne (Moulins-sur-Tardoire) |                     |

### Géologie et relief
Géologiquement, la commune appartient au Bassin aquitain et à la partie calcaire de la Charente. Le terrain date du Jurassique moyen (Bathonien, et Callovien à l'ouest). Le plateau à l'est de la vallée de la Tardoire est recouverte d'altérite et d'argile à silex provenant du Massif central tout proche (10 km à l'est) et déposé pendant l'ère tertiaire. La vallée est occupée par des alluvions et terrasses de sable et graviers datant du quaternaire,,.
La commune est sur le karst de La Rochefoucauld, qui forme une zone fissurée où disparaissent la Tardoire, le Bandiat et une partie de la Bonnieure par des pertes, ou gouffres, qui passent sous la forêt de la Braconne située juste à l'ouest pour ressortir aux sources de la Touvre, deuxième résurgence de France, près d'Angoulême.
Sur la Tardoire, on peut citer quelques gouffres situés à l'Âge-Baston, la Corbillonne, et au moulin d'Olérat.
Le relief de la commune est celui d'un plateau bas d'une altitude moyenne de 100 m descendant en pente douce vers la vallée de la Tardoire sur la rive droite, et avec un éperon rocheux sur la rive gauche sur lequel est construit le château. Le point culminant de la commune est à une altitude de 136 m, situé en limite nord à la Croix de la Brunette. Le point le plus bas est à 75 m, situé naturellement sur la Tardoire près du château. Le centre ville est dans la vallée, mais les nouveaux quartiers s'étagent jusqu'à environ 110 m d'altitude.

### Hydrographie
La ville est située au bord de la rivière Tardoire, sous-affluent de la Charente.
La Ligonne, ruisseau affluent de la Tardoire et descendant du Massif de l'Arbre, premier mont du Massif central, atteint rarement son confluent car elle disparaît aussi dans des gouffres en été dans la commune de Marillac-le-Franc.

### Climat
Comme dans les trois quarts sud et ouest du département, le climat est océanique aquitain, et assez semblable à celui de la ville de Cognac où est située la station météorologique départementale.
| Mois                              | jan. | fév.  | mars  | avril | mai   | juin  | jui.  | août  | sep.  | oct. | nov. | déc. | année   |
| --------------------------------- | ---- | ----- | ----- | ----- | ----- | ----- | ----- | ----- | ----- | ---- | ---- | ---- | ------- |
| Température minimale moyenne (°C) | 2    | 2,8   | 3,8   | 6,2   | 9,4   | 12,4  | 14,4  | 14    | 12,1  | 8,9  | 4,7  | 2,6  | 7,8     |
| Température moyenne (°C)          | 5,4  | 6,7   | 8,5   | 11,1  | 14,4  | 17,8  | 20,2  | 19,7  | 17,6  | 13,7 | 8,6  | 5,9  | 12,5    |
| Température maximale moyenne (°C) | 8,7  | 10,5  | 13,1  | 15,9  | 19,5  | 23,1  | 26,1  | 25,4  | 23,1  | 18,5 | 12,4 | 9,2  | 17,7    |
| Ensoleillement (h)                | 80   | 103,9 | 153,3 | 184,5 | 204,9 | 239,6 | 276,4 | 248,3 | 199,4 | 159  | 96,8 | 78,8 | 2 024,9 |
| Précipitations (mm)               | 80,4 | 67,3  | 65,9  | 68,3  | 71,6  | 46,6  | 45,1  | 50,2  | 59,2  | 68,6 | 79,8 | 80   | 783,6   |

| Ville             | Ensoleillement · (h/an) | Pluie · (mm/an) |
| ----------------- | ----------------------- | --------------- |
| Médiane nationale | 1 852                   | 835             |
| La Rochefoucauld  | 2 025                   | 784             |
| Paris             | 1 717                   | 634             |
| Nice              | 2 760                   | 791             |
| Strasbourg        | 1 747                   | 636             |
| Brest             | 1 555                   | 1 230           |
| Bordeaux          | 2 070                   | 987             |

## Toponymie
Les formes anciennes sont Rupe Fulcaudi en 1060-1075, Rochafulcaudi et Rocha Fulchaudi en 1243, Ruppem Fulcaudi en 1273, Rocha au XIIIe siècle, Rupes en 1345,.
L'origine du nom de La Rochefoucauld remonterait à un nom de personne germanique Fulcoald qui aurait construit un château sur une hauteur, qu'on appelait Roche au Moyen Âge,,. Les noms composés en roche sont assez fréquents dans la région.
Pendant la Révolution, la commune s'est appelée provisoirement La Roche-Tardoire.

### Dialecte
La commune est dans la partie occitane de la Charente qui en occupe le tiers oriental, et le dialecte est limousin. La forêt de la Braconne, à l'ouest, fait la limite avec le saintongeais qui est une langue d'oil.
La Rochefoucauld se nomme La Ròcha-Focaud en occitan.

## Histoire

### Préhistoire et Antiquité
La vallée de la Tardoire a été habitée depuis les temps préhistoriques, comme l'attestent les vestiges trouvés dans les grottes de la commune de La Rochefoucauld et des environs. En dehors d'eux, elle compte peu de vestiges préhistoriques et la fondation de La Rochefoucauld ne doit pas dater d'avant l'occupation romaine,.

### Époque féodale
En 1019 Foucauld, seigneur de La Roche apparaît dans un acte du cartulaire d'Uzerche alors qu'il assiste avec ses fils, sa fille Ava et son gendre, Aimery Ostafranc, à une donation de l'église de Nieuil à l'abbaye d'Uzerche par le vicomte de Limoges.
Sept ans plus tard, dans un document de l'abbaye de Saint-Cybard d'Angoulême daté de 1026, Foucauld est qualifié de seigneur très noble : « vir nobilissimus Fulcaudus de castrum qui vocatur Rocha » : c'est la première mention du château. C'est sans doute  à cette époque ce seigneur qui fait construire,la première forteresse féodale.
Sa descendante Emma de La Rochefoucauld (qui vit en 1140) dernière de la famille de la Roche (fille et héritière d'Aymar de La Roche, seigneur de La Rochefoucauld et de Mathilde de Chabanais) épouse Robert de Marthon, seigneur de Marthon. Elle apporte La Rochefoucauld à la famille de Marthon,,.
Guy de Marthon, leur fils, prit le nom de sa mère et devint seigneur de La Rochefoucauld, Verteuil, Marthon, Blanzac, etc. et fut le fondateur de la deuxième famille de La Rochefoucauld.
La Rochefoucauld était un des 13 archiprêtrés de l'Angoumois.
Au cours du Moyen Âge, La Rochefoucauld se trouvait, comme Montbron, sur un itinéraire secondaire est-ouest fréquenté par les pèlerins qui allaient se recueillir au sanctuaire de Saint-Jacques-de-Compostelle et auprès des reliques de saint Eutrope à Saintes.
Pendant les XIIIe et XIVe siècles, les seigneurs de La Rochefoucauld agrandirent considérablement leur domaine : Cellefrouin, puis Bayers, Claix, Montignac, Tourriers, Marcillac, Montendre, Roissac, Montguyon, etc. furent annexés à la baronnie de La Rochefoucauld, qui devint la plus considérable de l'Angoumois.
La ville fut garnie de remparts, de tours, et de nombreuses églises furent édifiées dans son enceinte. L'église paroissiale Notre-Dame fut construite en 1262, puis devint une collégiale.
L'église Saint-Pierre, au pied du château, était le siège de l'archiprêtré jusqu'au XIIIe siècle. L'habitat s'est développé autour, à l'écart de l'habitat primitif situé à Olérat (église romane dédiée à saint Étienne, pape). En 1060, l'abbaye de Saint-Florent eut le droit de constituer un bourg, mais celui-ci était mal placé au pied de la falaise, et ne fut jamais fortifié. En 1262, la fondation de la collégiale sur l'autre rive de la Tardoire entraîna la véritable naissance de la ville de La Rochefoucauld.
En 1370, le roi Charles V récompensa Guy VIII en décidant que toutes les terres dépendant de la baronnie ressortiraient à l'avenir de la justice de La Rochefoucauld.

### XVIesiècle
La première partie du XVIe siècle fut une période faste pour la ville, qui se développa, autant dans le commerce que dans l'industrie. Il s'y établit d'importantes tanneries. Deux importantes foires avaient lieu en juin et en septembre.
Les registres de l'état civil remontent d'ailleurs à 1574, date d'ancienneté assez exceptionnelle pour la région, mais ils comportent de nombreuses lacunes.

### Guerres de religion
Le comte François III de La Rochefoucauld embrassa la cause de la Réforme protestante et la presque totalité des habitants devinrent protestants. La Rochefoucauld tomba aux mains des catholiques qui se livrèrent à des atrocités.
Le culte réformé se maintint à La Rochefoucauld jusqu'à la révocation de l'édit de Nantes, où la moitié de la population émigra.
La commune ne se remit jamais complètement de l'exil des industriels à la suite de la révocation de l'édit de Nantes.

### Époque contemporaine
La commune de La Rochefoucauld fut chef-lieu de district de 1790 à 1800. Son arrondissement regroupait les neuf cantons de La Rochefoucauld, Jauldes, Chasseneuil, Montembœuf, Montbron, Cellefrouin, Saint-Amant-de-Boixe, Marthon et Rouillac.
Au début du XXe siècle, les foires se tenaient le 10 de chaque mois. L'industrie était représentée par la fabrique de tissus Faynot, Lamoine et Chaignaud.
Le 1er janvier 2019, elle fusionne avec Saint-Projet-Saint-Constant pour former la commune nouvelle de La Rochefoucauld-en-Angoumois dont la création est actée par un arrêté préfectoral du 28 septembre 2018.

## Politique et administration

### Liste des maires

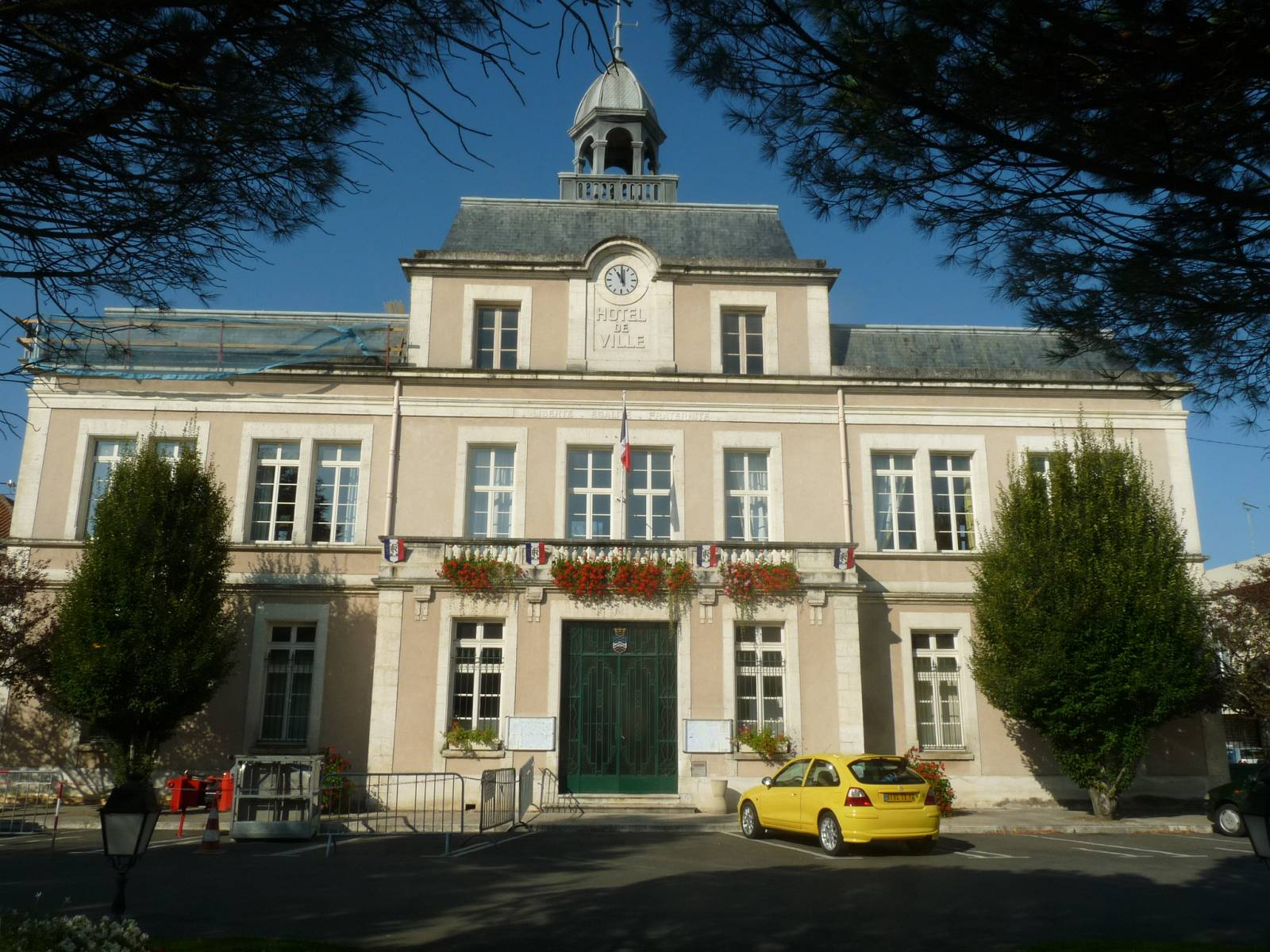
Hôtel de ville

| Période                                  | Période       | Identité               | Étiquette         | Qualité                                                                                             |
| ---------------------------------------- | ------------- | ---------------------- | ----------------- | --------------------------------------------------------------------------------------------------- |
| Les données manquantes sont à compléter. |               |                        |                   | |
| décembre 1898                            | mai 1904      | Jean Lhomme            |                   | |
| mai 1904                                 | mai 1925      | François-Victor Rouyer |                   | |
| mai 1925                                 | février 1941  | Léon Jarton            | Rad.              | Conseiller général du canton de La Rochefoucauld (1908 → 1940) Révoqué par le Gouvernement de Vichy |
| février 1941                             | novembre 1947 | Ernest Coldeboeuf      |                   | |
| novembre 1947                            | mai 1953      | Léon Jarton            |                   | |
| mai 1953                                 | 1972          | André Besson           | Soc.ind. puis RGR | Minotier Conseiller général du canton de La Rochefoucauld (1945 → 1970)                             |
| décembre 1972                            | juin 1995     | André Linard           |                   | |
| juin 1995                                | mars 2014     | Joaquim Martin         | RPR puis UMP      | Militaire en retraite                                                                               |
| mars 2014                                | décembre 2018 | Lucien Vayssière       | Centre droit      | Ancien vétérinaire                                                                                  |

### Intercommunalité
La Rochefoucauld est la ville principale du pays d'Horte et Tardoire.

## Démographie

### Évolution démographique
L'évolution du nombre d'habitants est connue à travers les recensements de la population effectués dans la commune depuis 1793. Pour les communes de moins de 10 000 habitants, une enquête de recensement portant sur toute la population est réalisée tous les cinq ans, les populations de référence des années intermédiaires étant quant à elles estimées par interpolation ou extrapolation. Pour la commune, le premier recensement exhaustif entrant dans le cadre du nouveau dispositif a été réalisé en 2007.

En 2016, la commune comptait 2 932 habitants, en évolution de −2,17 % par rapport à 2010 (Charente : −0,48 %, France hors Mayotte : +2,11 %).
| 1793  | 1800  | 1806  | 1821  | 1831  | 1841  | 1846  | 1851  | 1856  |
| ----- | ----- | ----- | ----- | ----- | ----- | ----- | ----- | ----- |
| 2 375 | 2 536 | 2 501 | 2 661 | 2 706 | 2 724 | 2 965 | 2 845 | 2 468 |

| 1861  | 1866  | 1872  | 1876  | 1881  | 1886  | 1891  | 1896  | 1901  |
| ----- | ----- | ----- | ----- | ----- | ----- | ----- | ----- | ----- |
| 2 770 | 2 775 | 2 621 | 2 733 | 2 802 | 2 989 | 2 849 | 2 808 | 2 782 |

| 1906  | 1911  | 1921  | 1926  | 1931  | 1936  | 1946  | 1954  | 1962  |
| ----- | ----- | ----- | ----- | ----- | ----- | ----- | ----- | ----- |
| 2 777 | 2 984 | 2 565 | 2 556 | 2 628 | 2 834 | 2 835 | 3 020 | 3 462 |

| 1968  | 1975  | 1982  | 1990  | 1999  | 2006  | 2007  | 2012  | 2016  |
| ----- | ----- | ----- | ----- | ----- | ----- | ----- | ----- | ----- |
| 3 782 | 3 699 | 3 276 | 3 448 | 3 228 | 3 111 | 3 089 | 2 848 | 2 932 |

### Pyramide des âges
| Hommes | Classe d’âge | Femmes |
| ------ | ------------ | ------ |
| 0,9    | 90 ans ou +  | 0,8    |
| 11,1   | 75 à 89 ans  | 19,3   |
| 18,7   | 60 à 74 ans  | 19,6   |
| 22,6   | 45 à 59 ans  | 20,6   |
| 16,9   | 30 à 44 ans  | 15,8   |
| 15,6   | 15 à 29 ans  | 11,4   |
| 14,2   | 0 à 14 ans   | 12,4   |

| Hommes | Classe d’âge | Femmes |
| ------ | ------------ | ------ |
| 0,5    | 90 ans ou +  | 1,6    |
| 8,2    | 75 à 89 ans  | 11,8   |
| 15,2   | 60 à 74 ans  | 15,8   |
| 22,3   | 45 à 59 ans  | 21,5   |
| 20,0   | 30 à 44 ans  | 19,2   |
| 16,7   | 15 à 29 ans  | 14,7   |
| 17,1   | 0 à 14 ans   | 15,4   |

## Économie

### Industrie

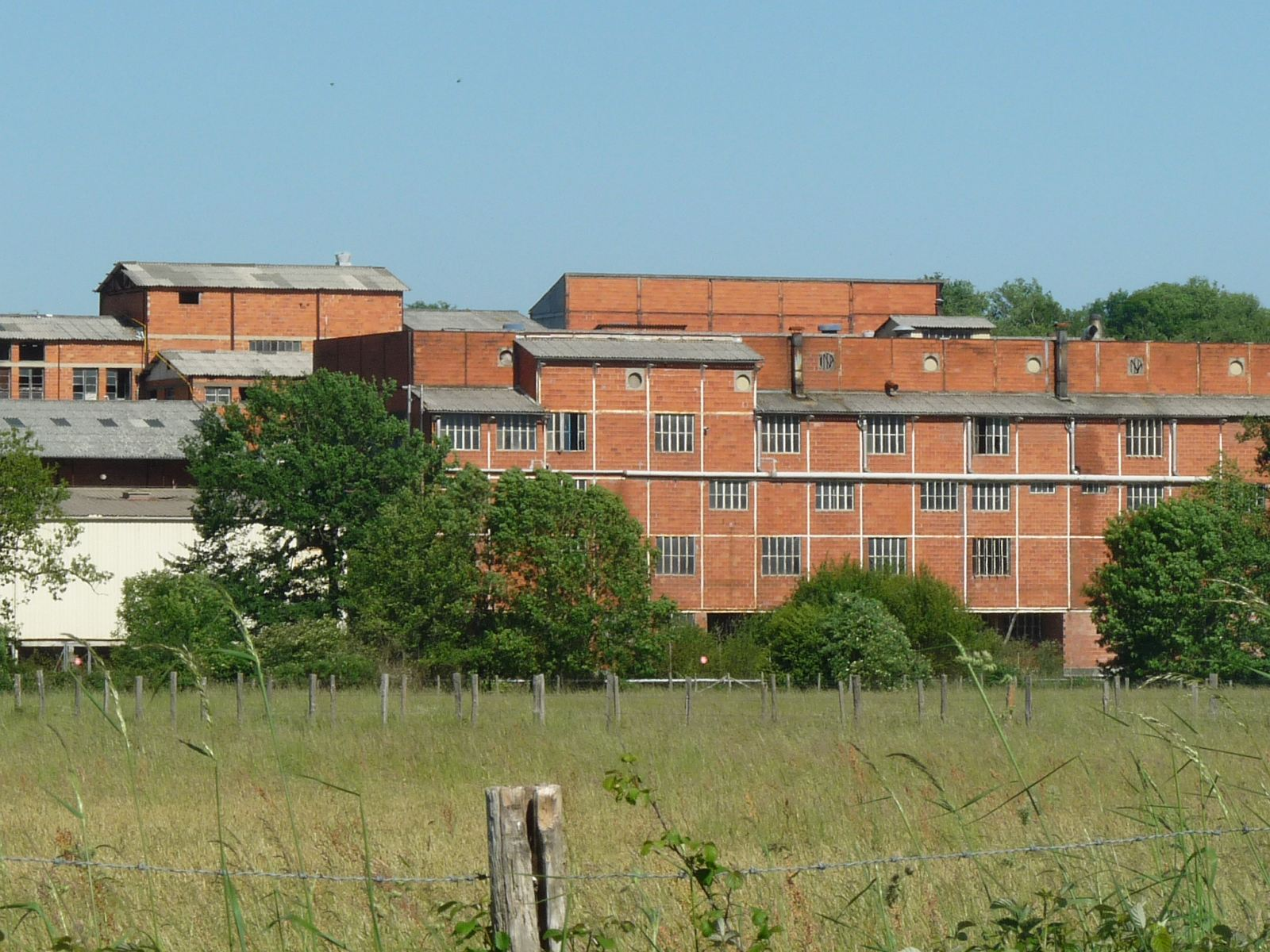
L'ancienne usine Chaignaud vue du sud et de la vallée de la Tardoire

- L'ancienne usine de textile et feutre Chaignaud était située à la Chabanne, sur la Tardoire et en limite de la commune de Saint-Projet-Saint-Constant et sur la N 141. Née en 1837 à Saint-Florent, elle a cessé son activité en 2004.

- Mecaplast Group - Effectif au 30 avril 2010 : 268 personnes (La Rochefoucauld + Mornac)
- L'ancienne tuilerie de Péruzet était sur la commune de Rivières.

## Équipements, services et vie locale

### Enseignement
- collège d'enseignement secondaire : Jean-Rostand. En 2011, il regroupe 500 élèves de la 6e à la 3e répartis dans 19 classes[37].
- École et collège privé catholique Anne-Marie Martel
- L'École élémentaire Maurice-Genevoix regroupe sept classes dont une classe d'intégration scolaire (CLIS)[38].
- L'école maternelle Les petits Pichotiers regroupe cinq classes[38].

## Lieux et monuments

### Patrimoine religieux

#### Collégiale Notre-Dame-de-l'Assomption-et-Saint-Cybard

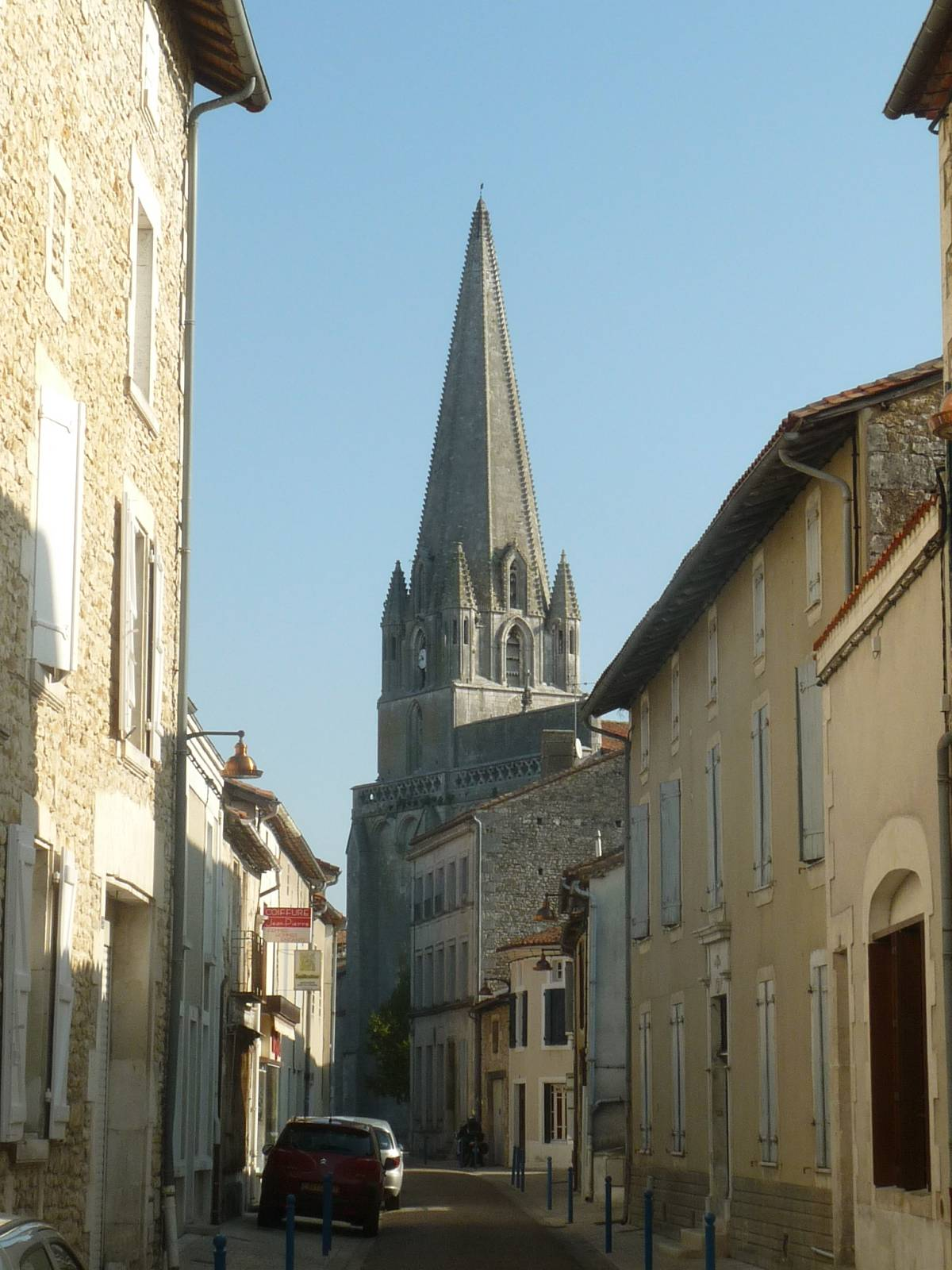
La collégiale

Au début du XIIIe siècle commence la construction de cette imposante église gothique, à laquelle viennent s'ajouter des maisons avec dépendances pour les chanoines. En 1267, l'église est érigée en collégiale. Le clocher est construit en 1332. Les cloches sont ajoutées en 1555. Durant les guerres de Cent Ans et de Religion, l'église est sérieusement endommagée, et subit une campagne de restauration de 1588 à 1620.
Sous la Révolution, l'église est victime de pillages et de déprédations, et plusieurs ornements et tableaux sont jetés aux flammes. Elle sert ensuite au culte de l'Être suprême avant d'être rendue au culte catholique au moment du concordat de 1801. L'église est classée monument historique en 1909.

#### Couvent des Carmes

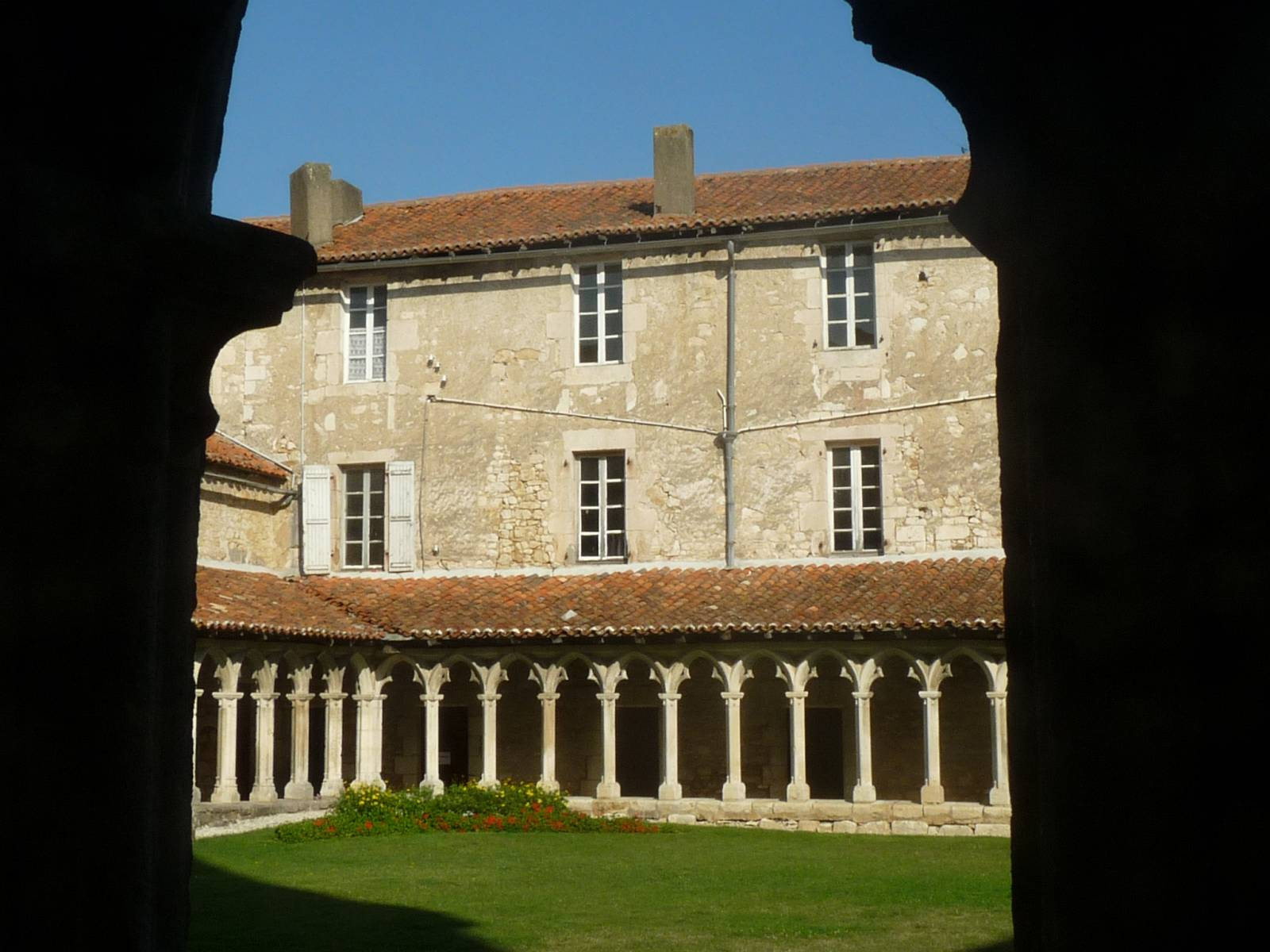
Le cloître du couvent

Les Carmes s'installent à La Rochefoucauld en 1329. Le couvent des Carmes connaît sa plus grande extension aux XVe et XVIe siècles (agrandissement de bâtiments, école de philosophie et de théologie). Occupé par les huguenots en 1563-1564, le couvent est pillé et saccagé en 1570 et 1572. L'état de ruine subsiste jusqu'au début du XVIIe siècle. Utilisé comme collège aux XIXe et XXe siècles, le couvent subit des remaniements de façades et de nombreux aménagements (cloisonnement, division de l'église en deux niveaux). Le couvent est centré sur le cloître de la fin du XIVe début XVe siècle. L'église du XIVe siècle occupe l'aile sud. Au XVIIe siècle, un bas-côté voûté d'ogives est rajouté au sud. Le clocher (XVe ou XVIe siècle) est une tour polygonale contenant un escalier à vis. Les bâtiments des ailes ouest et est ont été fortement remaniés entre 1883 et 1886. L'aile nord est une construction d'origine romane qui pourrait être une maison antérieure à l'implantation des Carmes. Classé monument historique en 1909.

#### Église d'Olérat

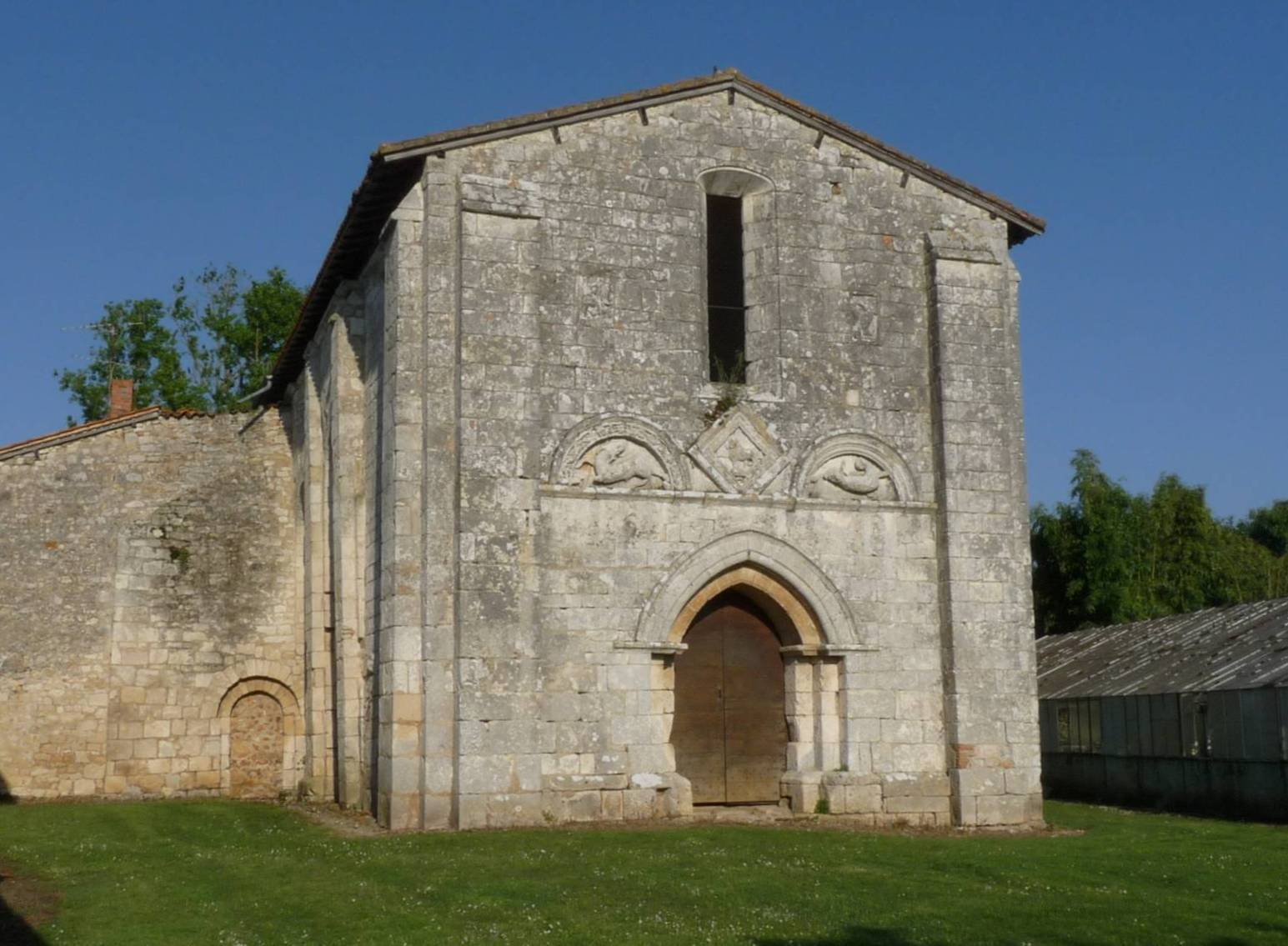
L'église d'Olérat

Cette église qui est dans une propriété privée date du XIIe siècle. Elle est remarquable par sa façade sculptée. Elle est inscrite aux monuments historiques en 1942.

### Patrimoine civil

#### Château de La Rochefoucauld

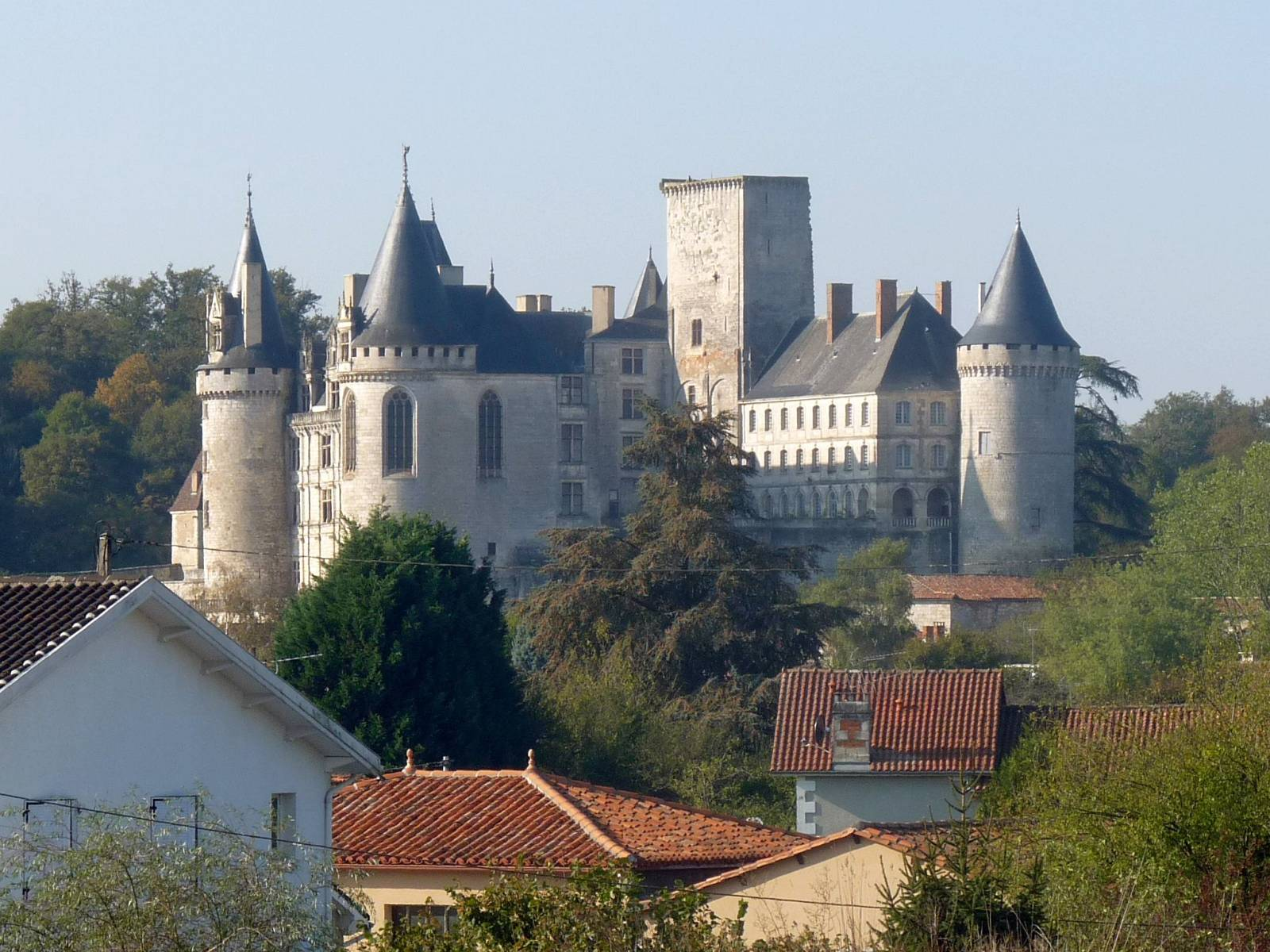
Le château vu de l'est

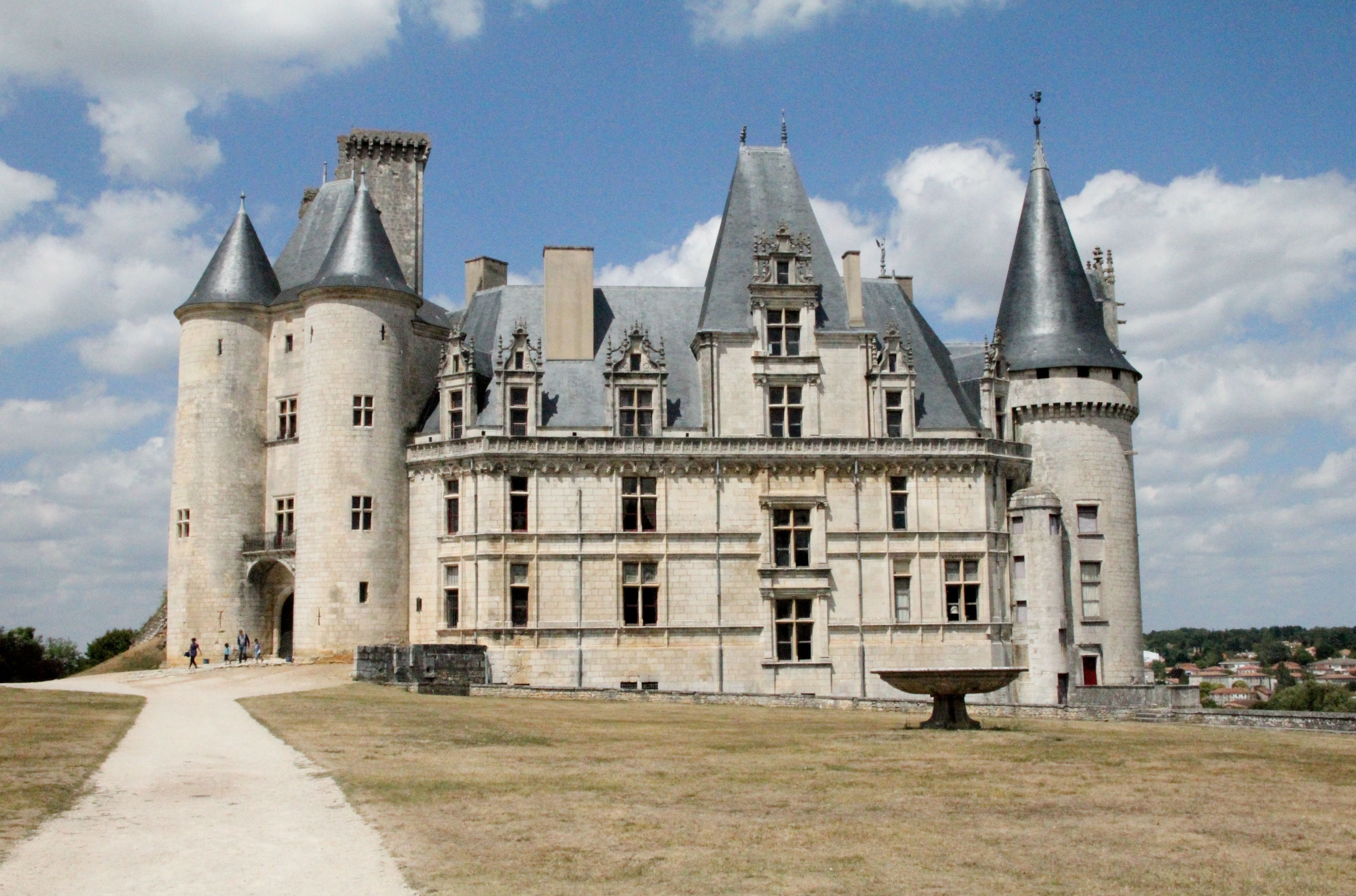

Par l'élégance de son architecture le château de La Rochefoucauld est considéré comme l'un des plus remarquables de France. On l'appelle la perle de l'Angoumois. Il appartient encore à la famille de La Rochefoucauld, qui l'occupe depuis plus de mille ans.
Le pont enjambant la Tardoire date du XVe siècle et est inscrit aux monuments historiques depuis 1935.

Images de La Rochefoucauld
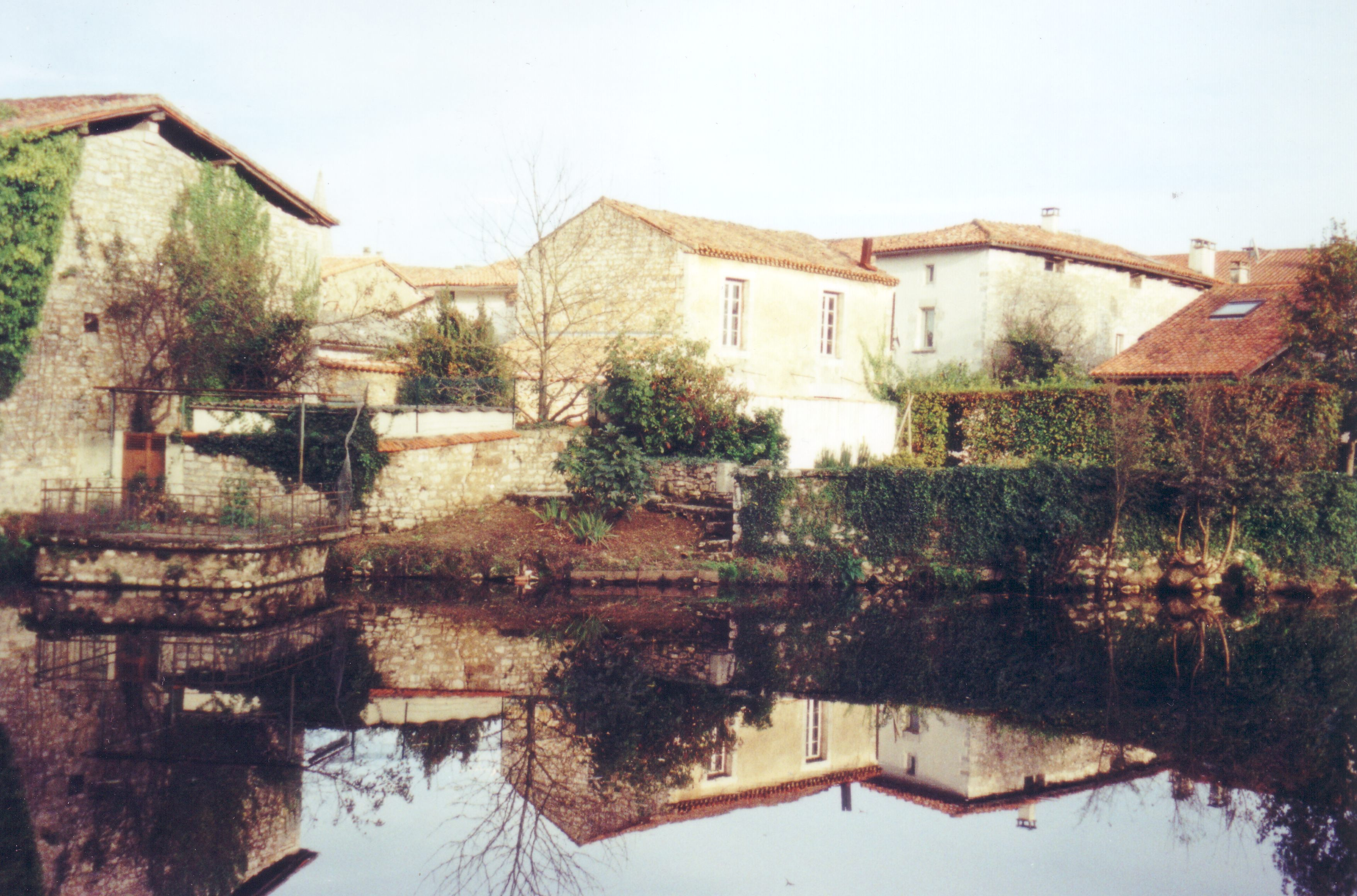
La Tardoire
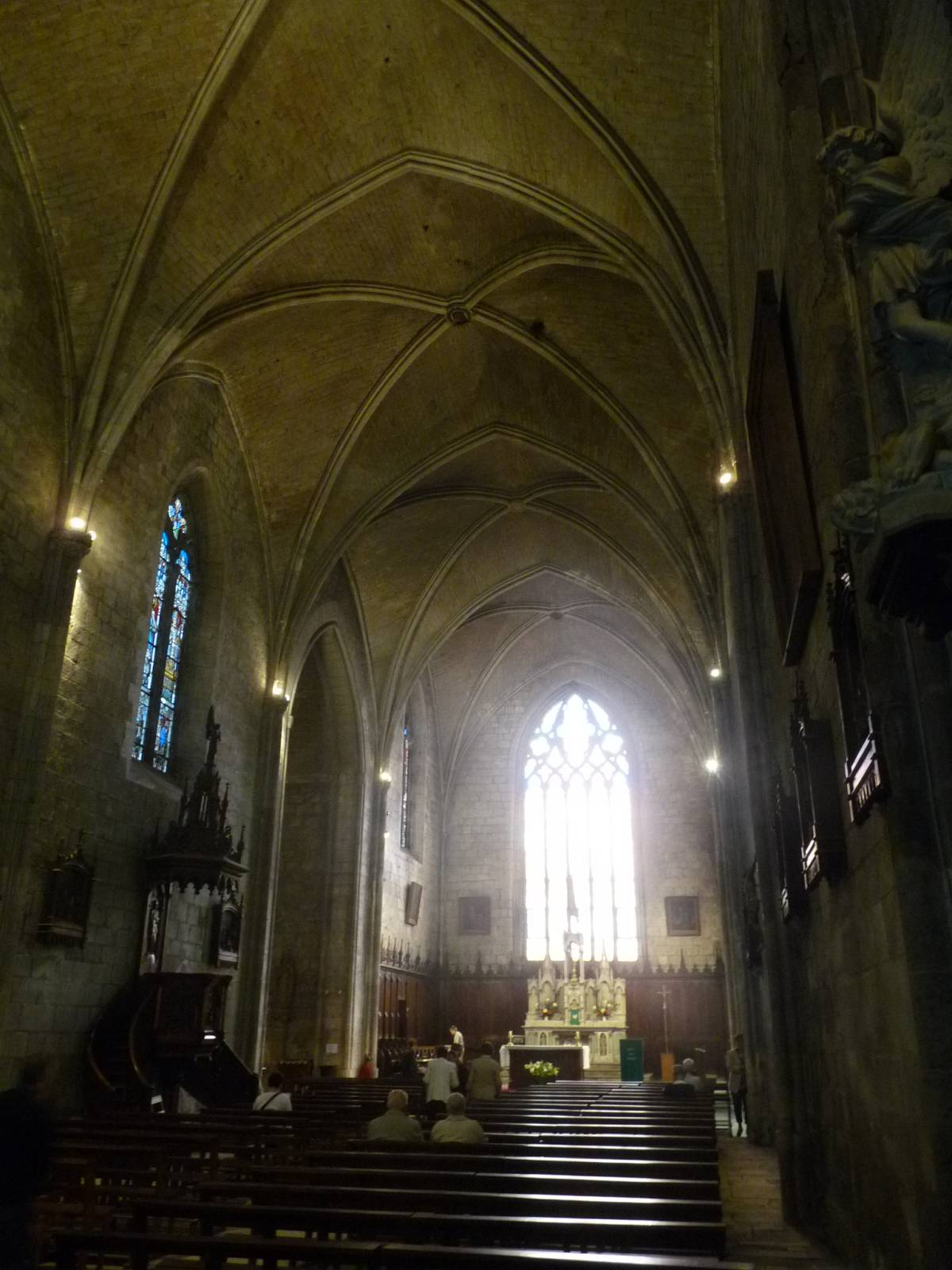
Intérieur de la collégiale
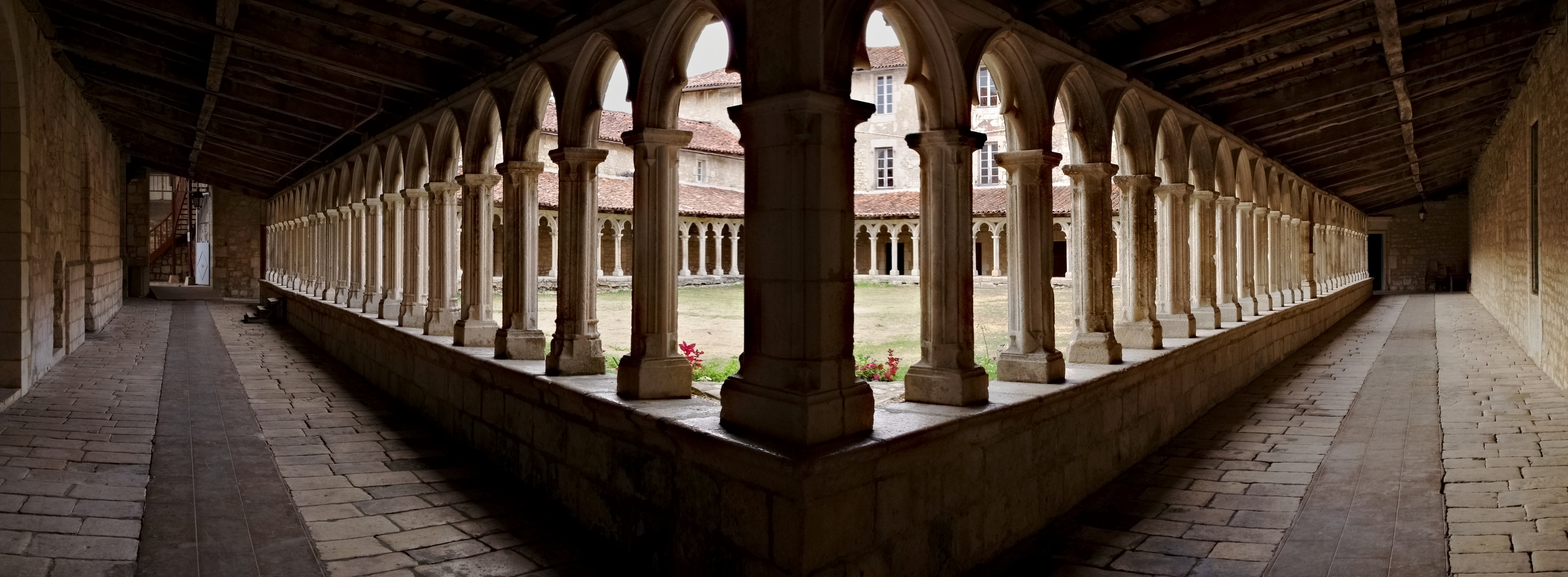
Intérieur du cloître
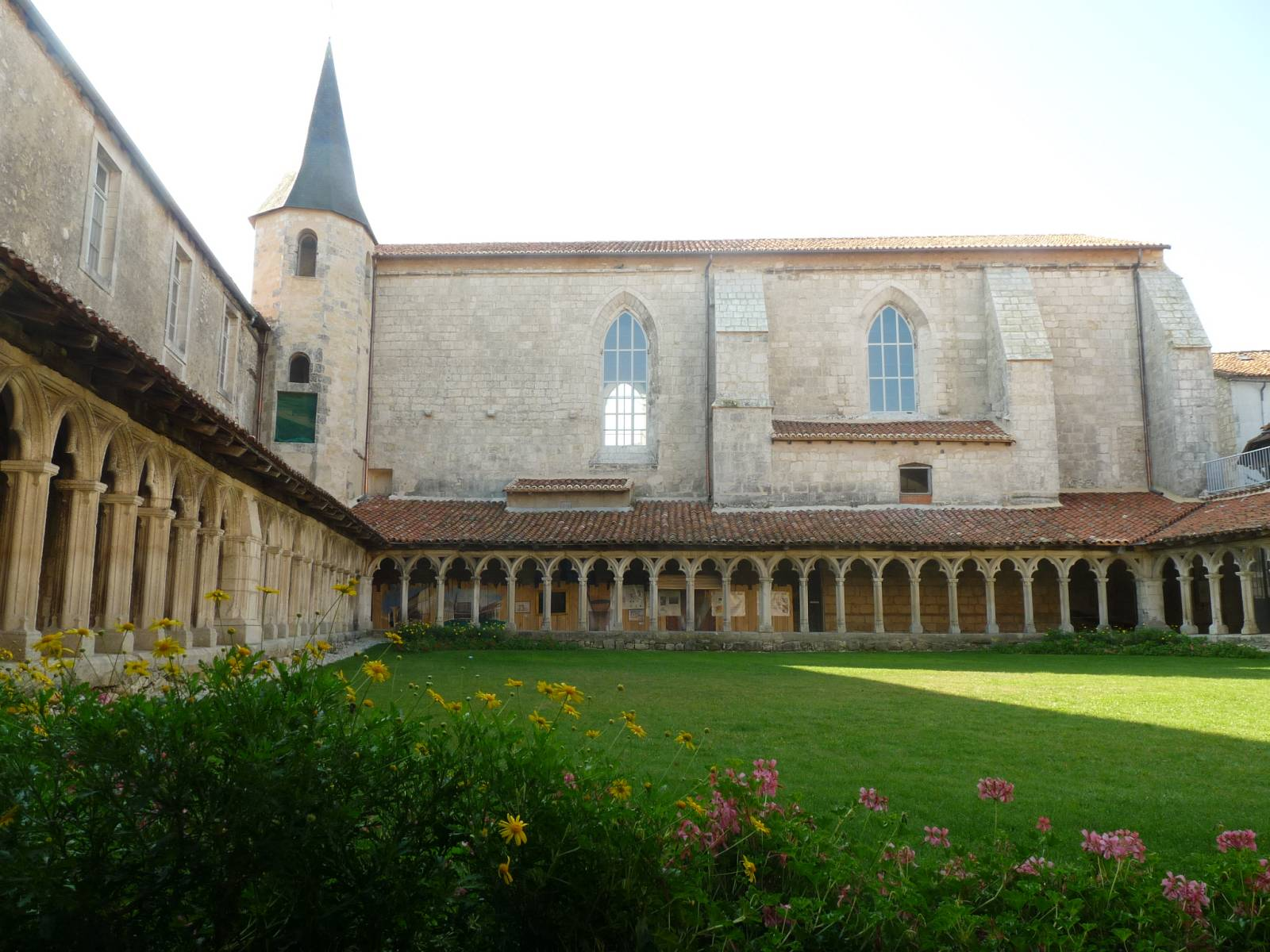
Église du couvent
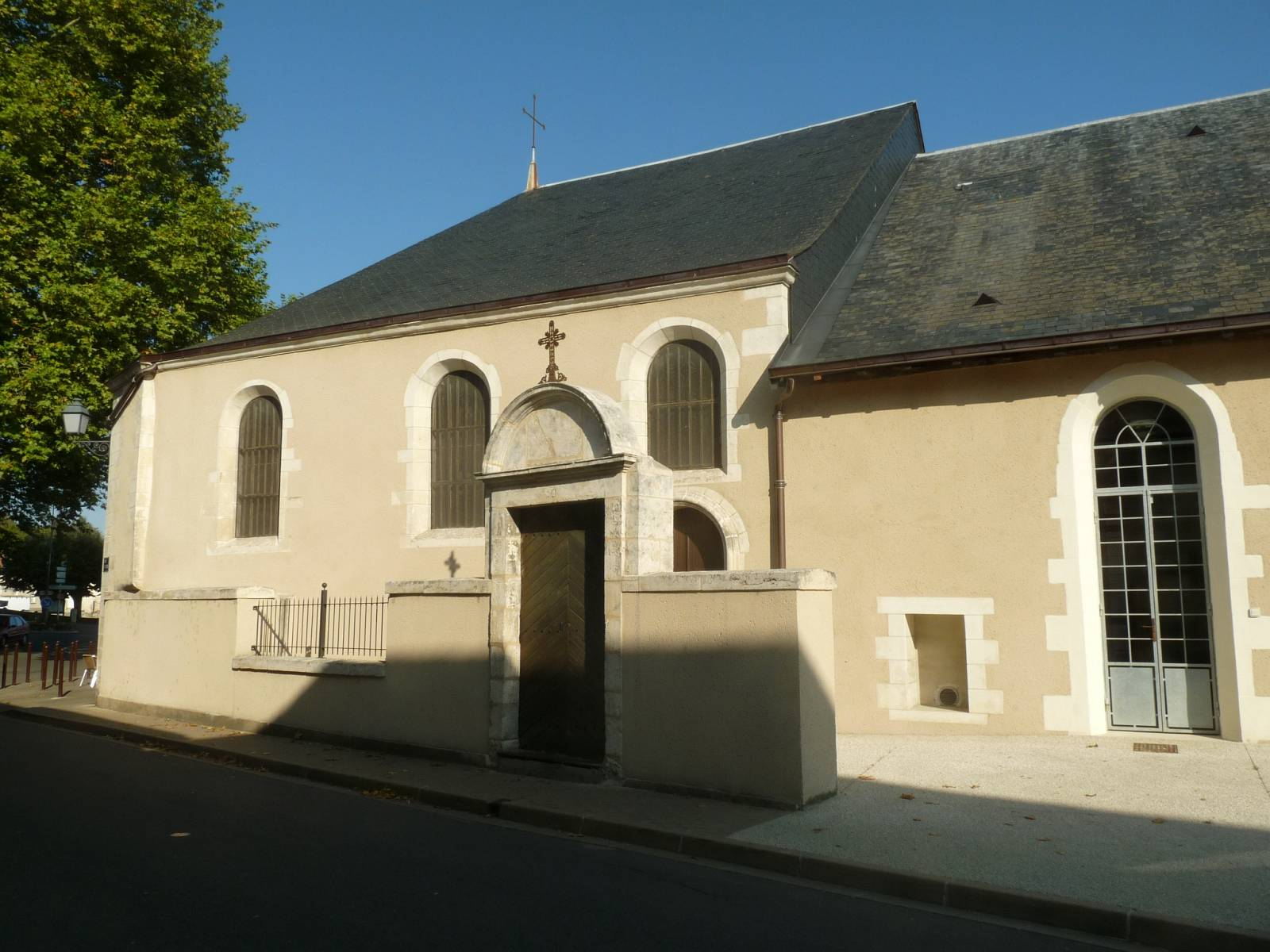
Chapelle de l'hôpital
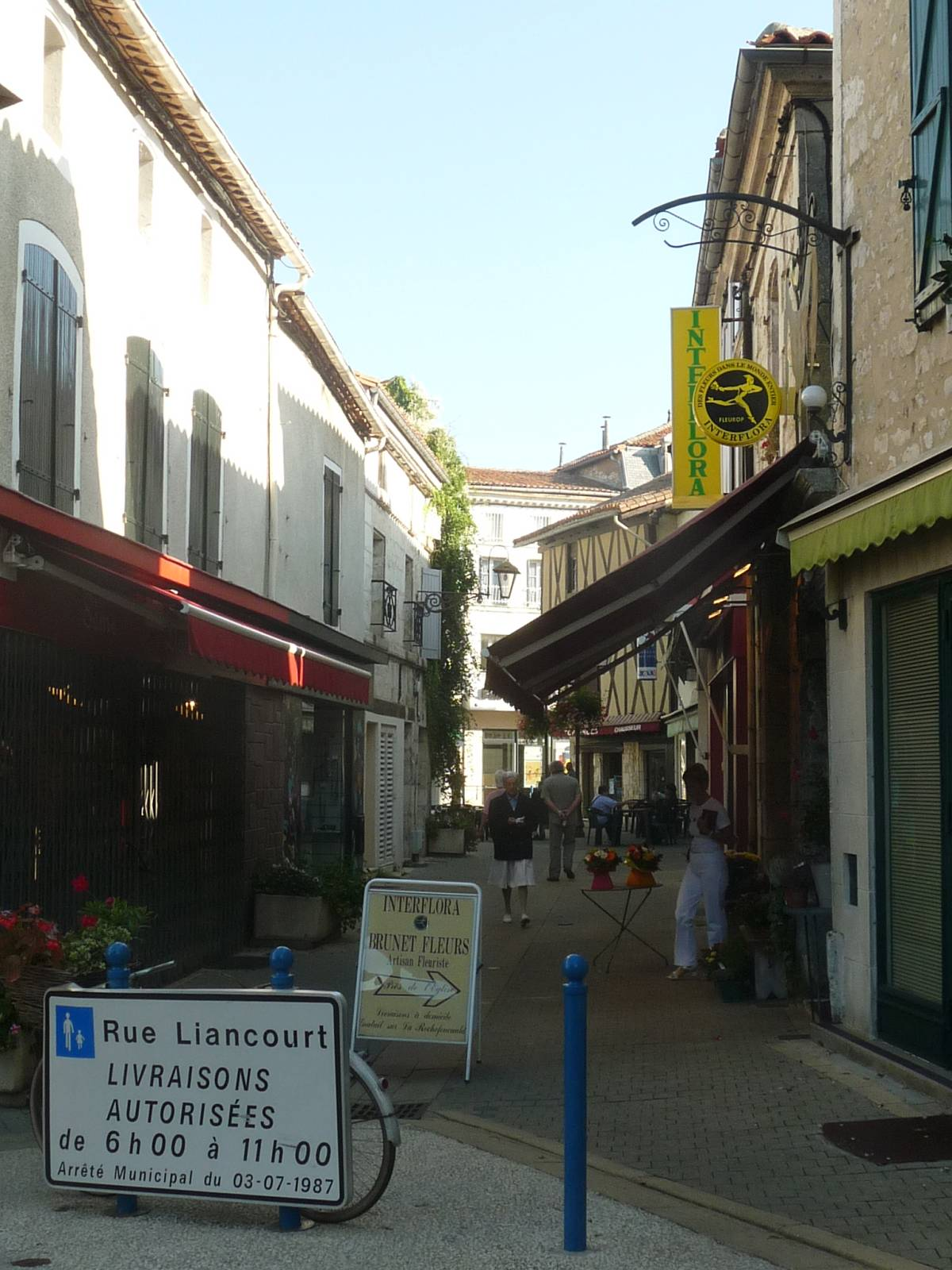
Rue piétonne
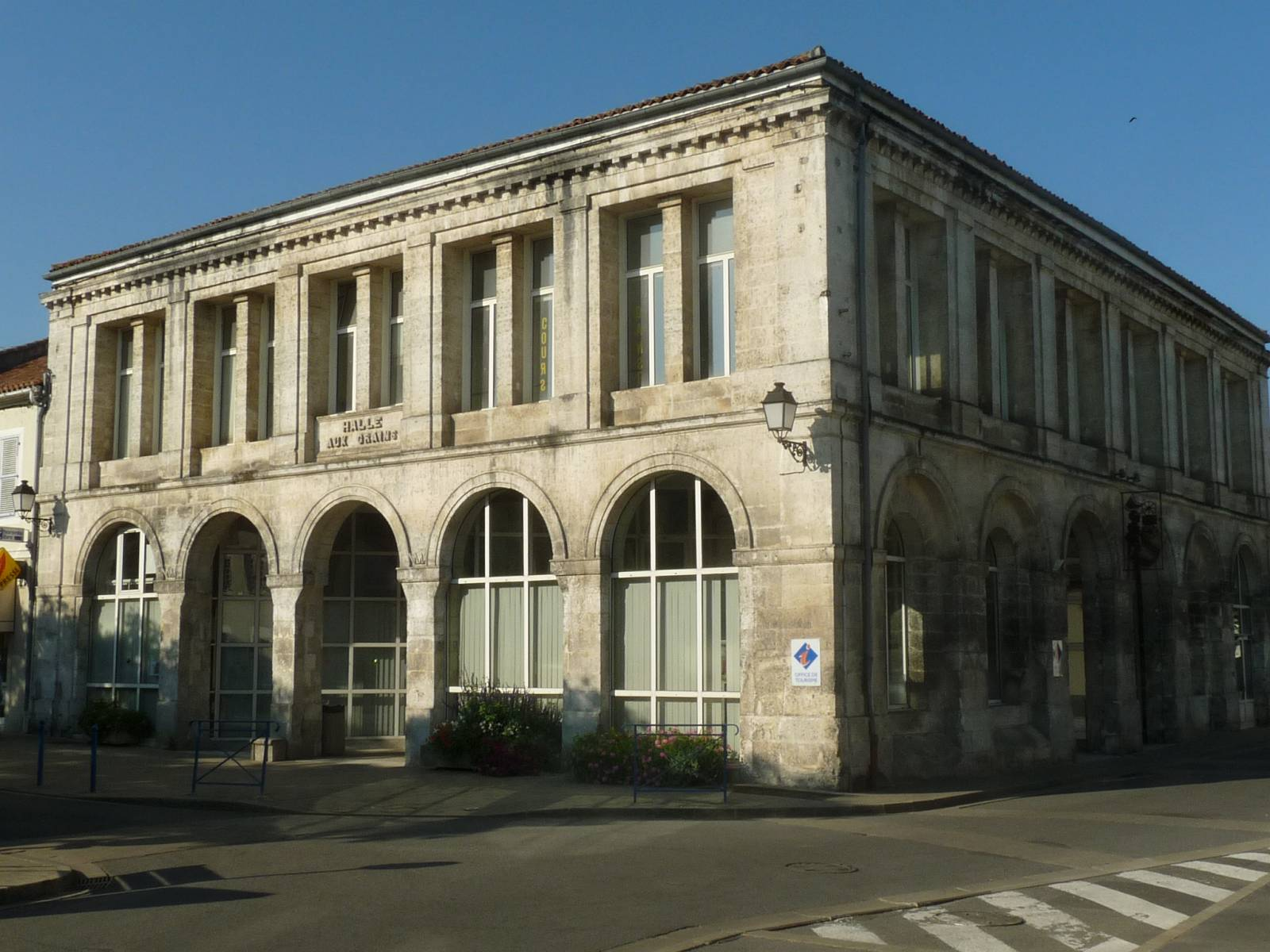
Ancienne halle aux grains
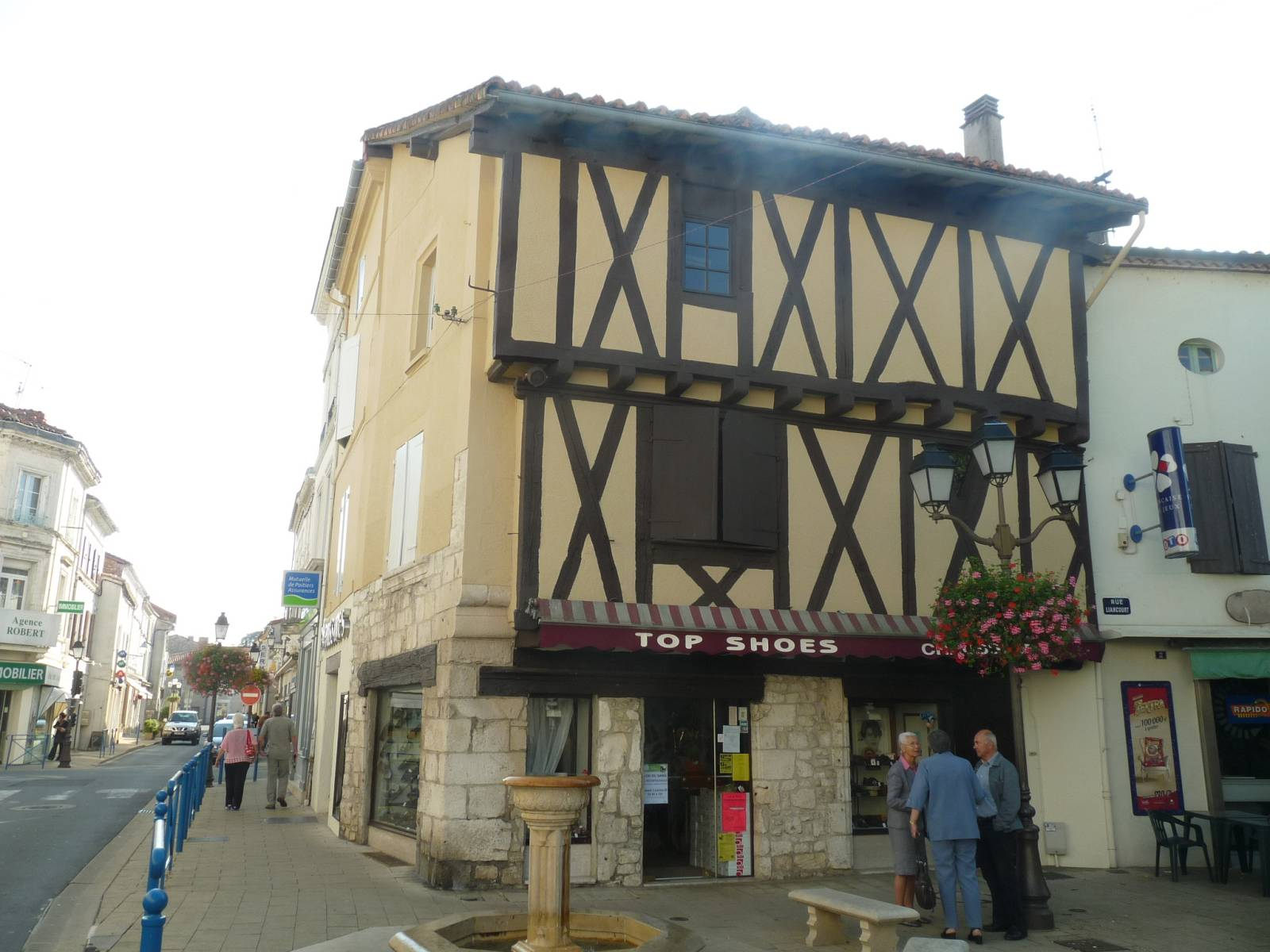
Maison ancienne
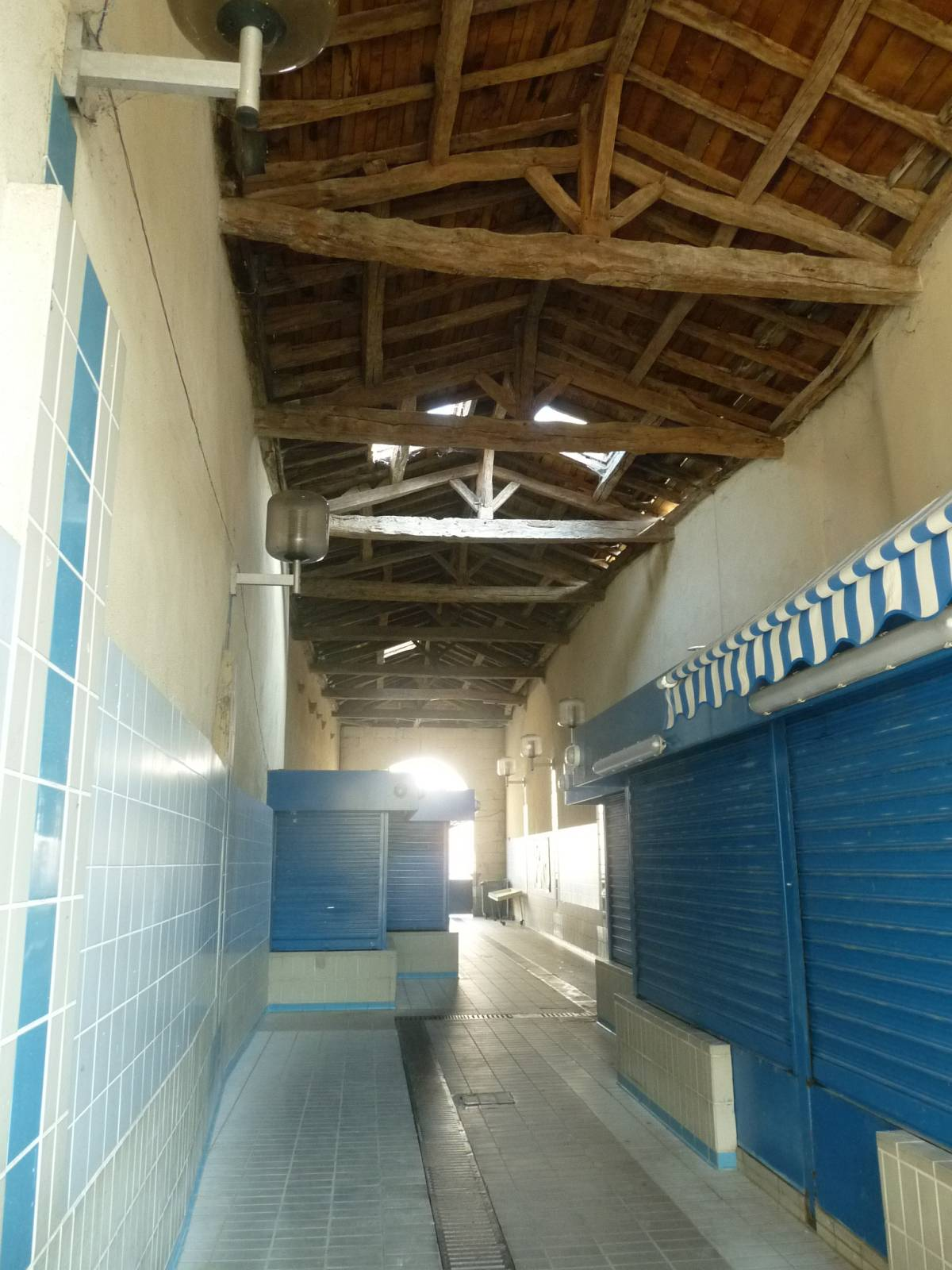
Marché couvert

## Personnalités liées à la commune
- Guillaume Cureau (1595-1648), peintre né à La Rochefoucauld.
- François de La Rochefoucauld (1613-1680), auteur des Maximes; seul son nom est lié à la commune.
- Jean Hérault de Gourville (1625-1703), mémorialiste né à La Rochefoucauld.
- Jean Marchais (1746-1814), avocat, homme politique né et décédé à La Rochefoucauld, député du tiers état aux États généraux de 1789.
- Jean-Baptiste François Albert (1789 à La Rochefoucauld - 1837 à Angoulême), homme politique.
- Mathieu Lacroix (1761-1822), général des armées de la République et de l'Empire, né à La Rochefoucauld.
- Edmond Mercier (1901-1984), architecte, né à La Rochefoucauld.
- Étienne Mougeotte (1940-2021), journaliste sportif, né à La Rochefoucauld.
- Nicole Bricq (1947-2017), femme politique née à La Rochefoucauld, sœur du maire Lucien Vayssière.
- Marie-Claire Restoux (1968-), judokate, née à La Rochefoucauld.
- Philippe Buisson (1969-), homme politique, maire de Libourne, né à La Rochefoucauld.
- Sébastien Charpentier (1973-), double champion du monde Supersport, né à La Rochefoucauld.

## Héraldique
| Blason | Blasonnement : Burelé : d'argent et d’azur, à trois chevrons de gueules brochant sur le tout, le premier écimé. Commentaires : armes de la maison de La Rochefoucauld. |

## Jumelages
- Birkenau (Odenwald) (Allemagne) depuis 1981, voir Birkenau (de)